# Володимир Філатов (монета)
«Володи́мир Філа́тов» — ювілейна монета номіналом 2 гривні, випущена Національним банком України. Присвячена 130-річчю від дня народження Філатова Володимира Петровича — видатного офтальмолога, хірурга, грандіозним відкриттям якого була тканинна терапія — принципово новий метод лікування. Володимир Філатов — яскравий представник плеяди науковців, які збагатили світову медичну науку видатними досягненнями, засновник вітчизняної наукової школи офтальмологів, ініціатор створення і керівник Одеського науково-дослідного інституту очних хвороб і тканинної терапії.
Монету введено в обіг 12 січня 2005 року. Вона належить до серії «Видатні особистості України».

## Опис та характеристики монети
| Номінал грн. | Метал      | Маса, грам | Діаметр, мм. | Якість виготовлення | Гурт     | Тираж, штук |
| ------------ | ---------- | ---------- | ------------ | ------------------- | -------- | ----------- |
| 2            | нейзильбер | 12,8       | 31           | анциркулейтед       | рифлений | 20 000      |

### Аверс
На аверсі монети зображено стилізовану схему оптичної системи ока людини, номінал «2 ГРИВНІ», угорі розміщено малий Державний Герб України, під ним напис півколом «УКРАЇНА», унизу — «2005» (рік карбування монети) та логотип Монетного двору Національного банку України.

### Реверс
На реверсі монети розміщено портрет Володимира Філатова, зміщений від центру вправо, ліворуч — зроблений у вигляді таблиці для перевірки зору напис «ВО / ЛОДИ / МИР / ФІЛА / ТОВ / 1875 / 1956».

## Автори

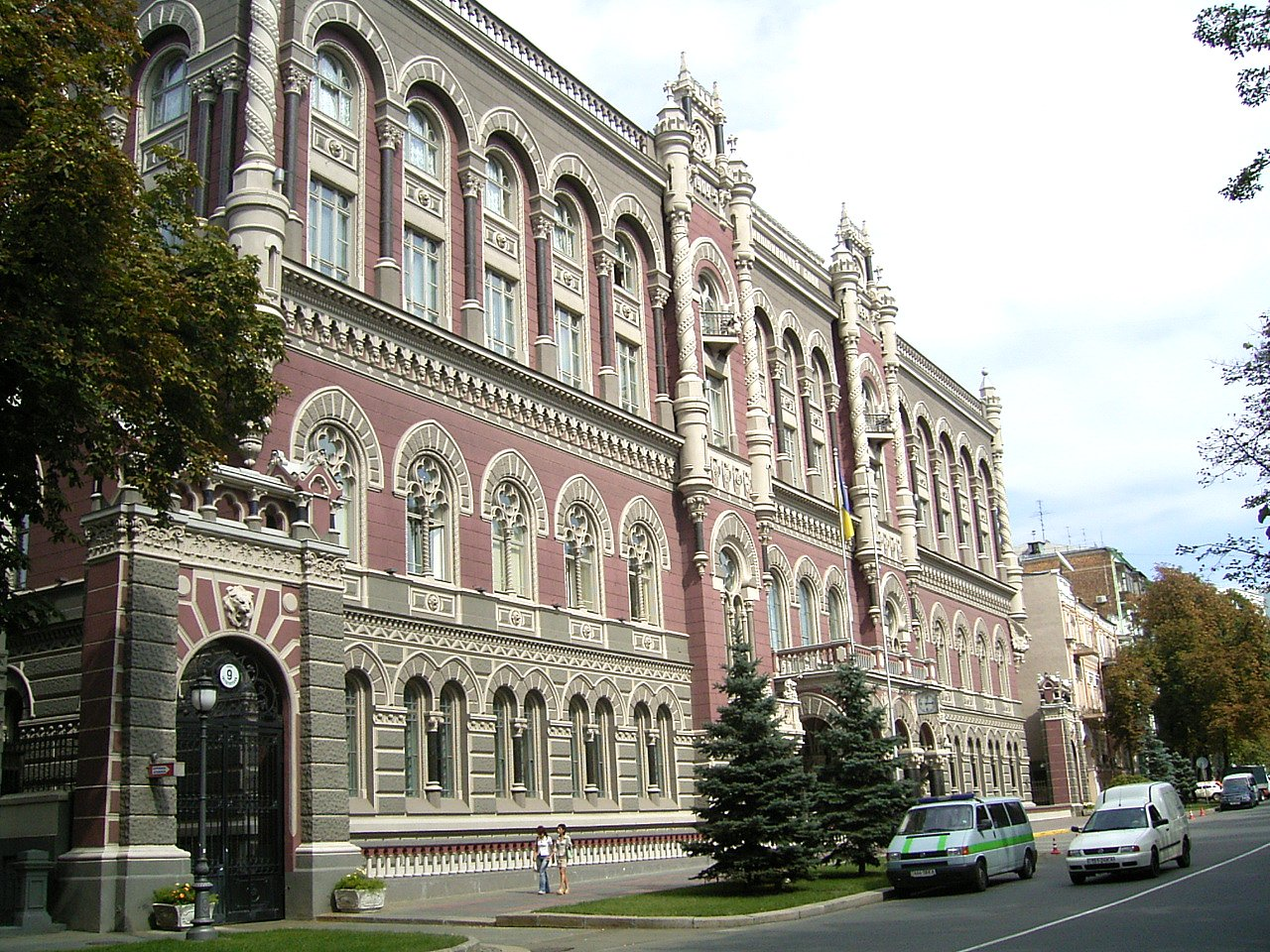
Будівля Національного банку України

- Художники: Таран Володимир, Харук Олександр, Харук Сергій.
- Скульптор — Атаманчук Володимир.

## Вартість монети
Ціна монети — 15 гривень, була зазначена на сайті Національного банку України 2011 року.
Фактична приблизна вартість монети з роками змінювалася так:
| Рік        | 2010 | 2011 | 2012 | 2013 | 2014 | 2015 | 2016 | 2017 | 2018 | 2019 | 2020 | 2021 | 2022 | 2023 | 2024 | 2025 |
| ---------- | ---- | ---- | ---- | ---- | ---- | ---- | ---- | ---- | ---- | ---- | ---- | ---- | ---- | ---- | ---- | ---- |
| Ціна, грн. | 35   | 35   | 35   | 35   | 60   | 90   | 170  | 260  | 250  | 235  | 240  | 240  | 260  | 360  | 520  | 760  |